# Amfiteatr ở Công viên Łazienki

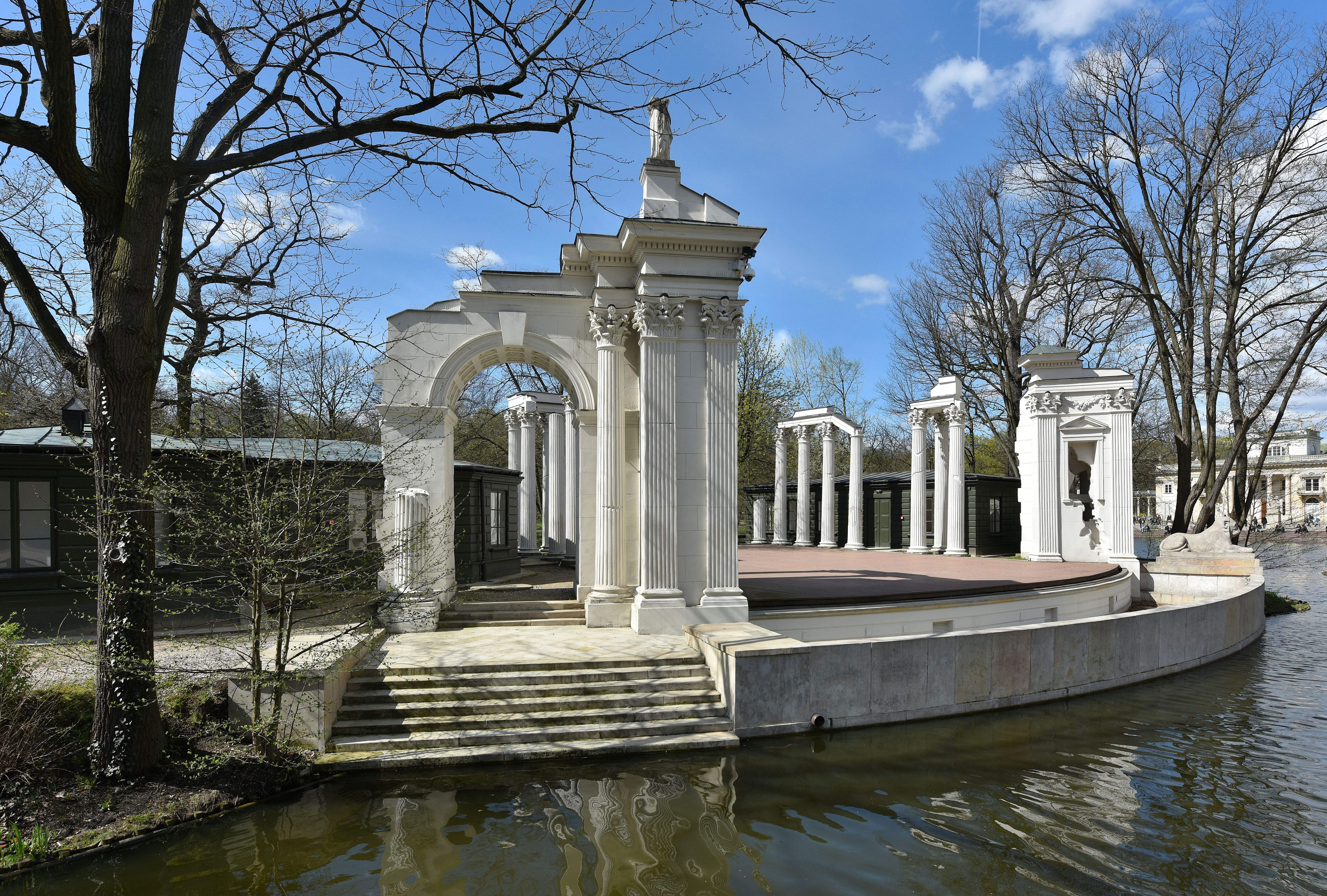
Sân khấu của Nhà hát (2017)

Amfiteatr hay "Nhà hát vòng tròn" (tiếng Ba Lan: Amfiteatr w  Łazienkach Królewskich) là một sân khấu ngoài trời đẹp như tranh vẽ nằm kế bên bờ hồ ở Công viên Łazienki, Warsaw, Ba Lan, và bắt đầu hoạt động từ đầu những năm 1790. Đây là nơi thường tổ chức các buổi hòa nhạc và các buổi biểu diễn sân khấu vào mùa hè.
Dựa trên nguồn cảm hứng của kiến trúc sư Jan Chrystian Kamsetzer, Nhà hát gồm có hai phần: khán đài và sân khấu, tách biệt nhau bởi một con kênh. Khán đài hình bán nguyệt và có chỗ cho 950 khán giả. Ở đây, nổi tiếng nhất chính là một dãy tác phẩm điêu khắc bằng đá mô tả 16 nhà viết kịch vĩ đại: Aeschylus, Euripides, Sophocles, Aristophanes, Menander, Plautus, Terentius, Seneca, Shakespeare, Calderon, Racine, Molière, Metastas, Lessing, Niemcewicz và Trembeck (hai nhân vật cuối là các nhà viết kịch Ba Lan).
Thiết kế của Nhà hát phần nào gợi nhớ đến những tàn tích cổ đại, với các yếu tố đặc trưng của kiến trúc La Mã cổ điển. Điều này làm cho các vở kịch sân khấu và đặc biệt các tiết mục múa trên nền nhạc và ánh sáng càng thêm huyền ảo, tạo nên một bầu không khí tựa như trong thời đại Thần thoại.

## Ảnh

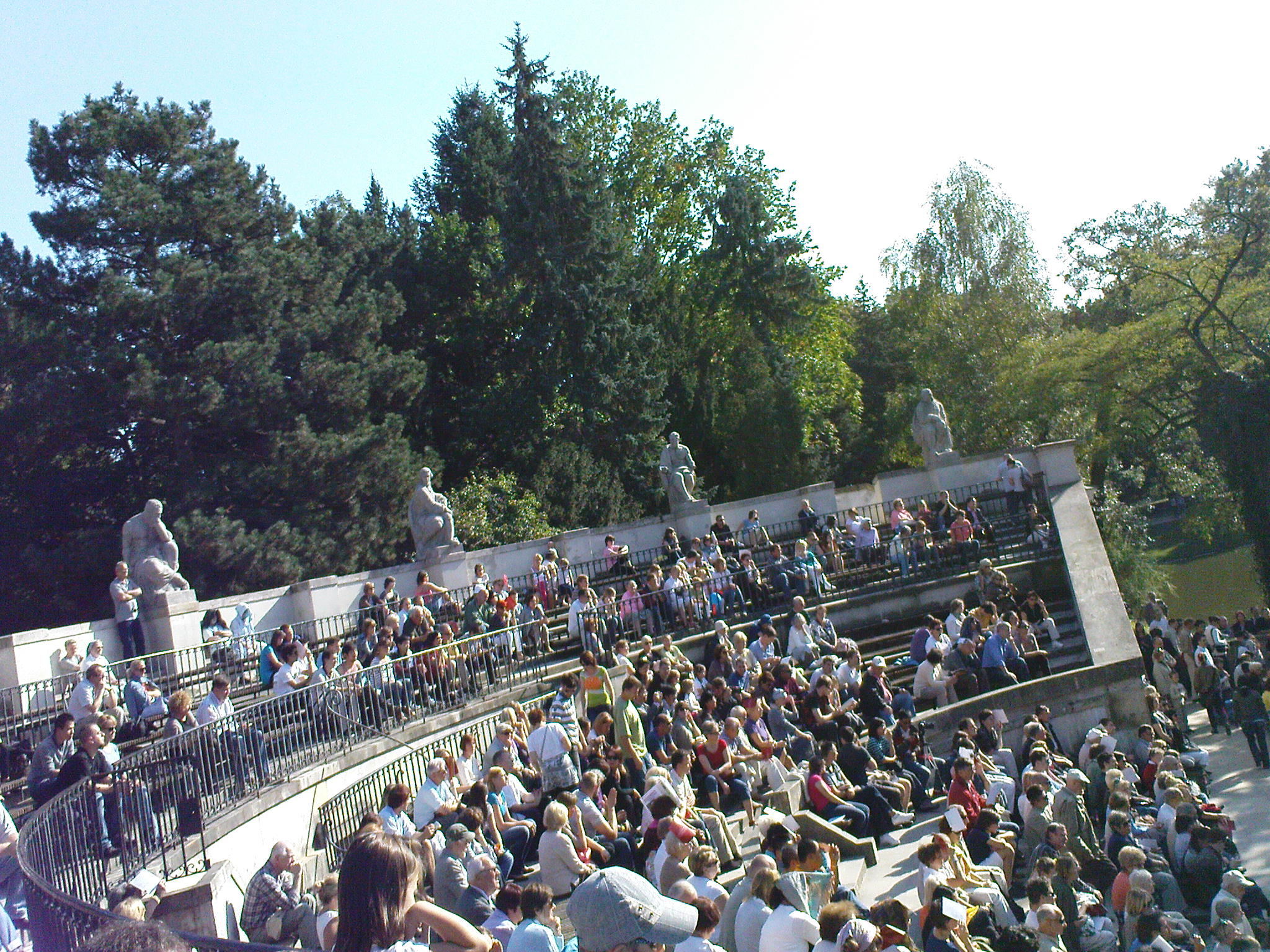
Khán giả (2011)
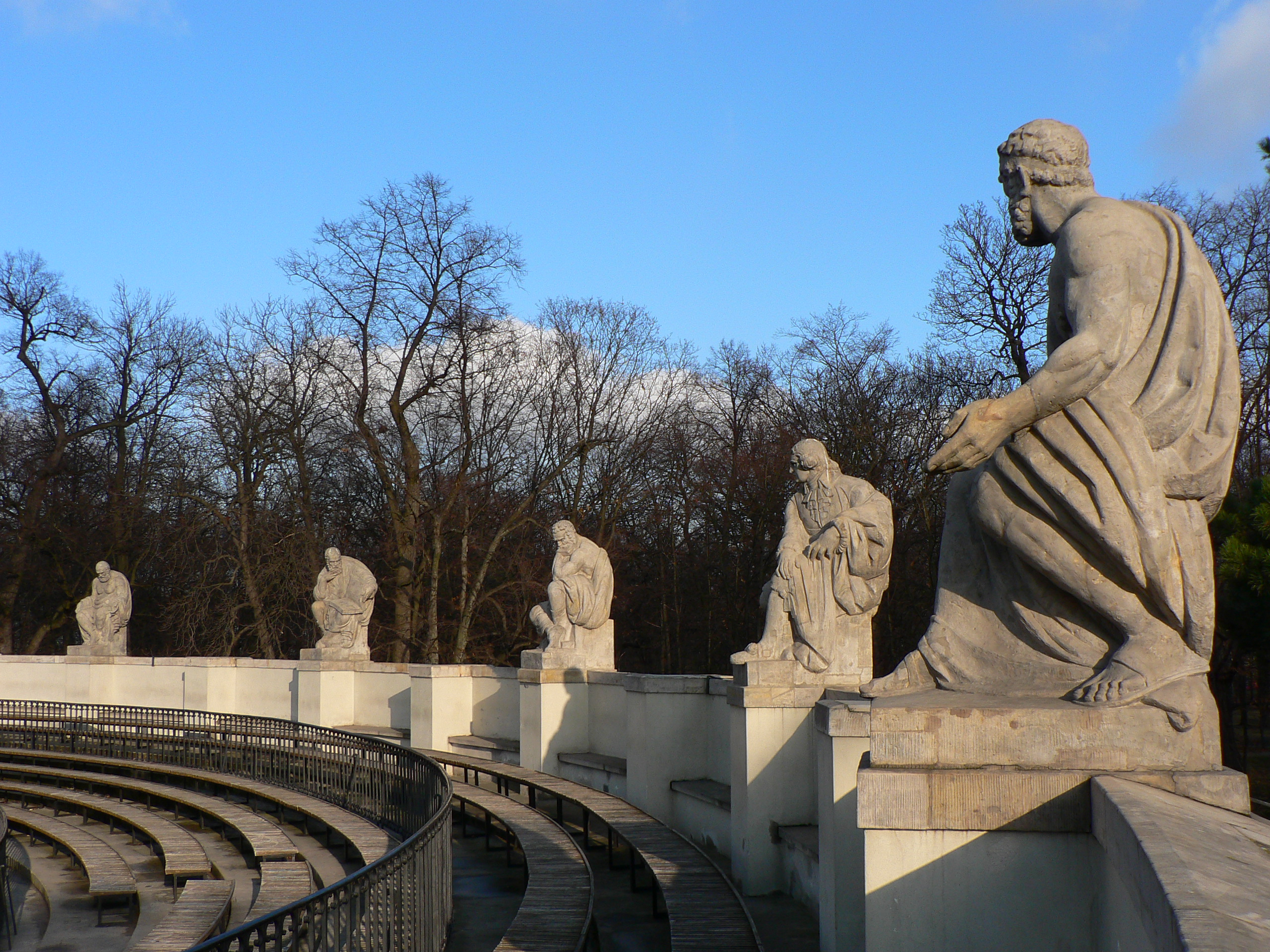
Các tác phẩm điêu khắc (2005)
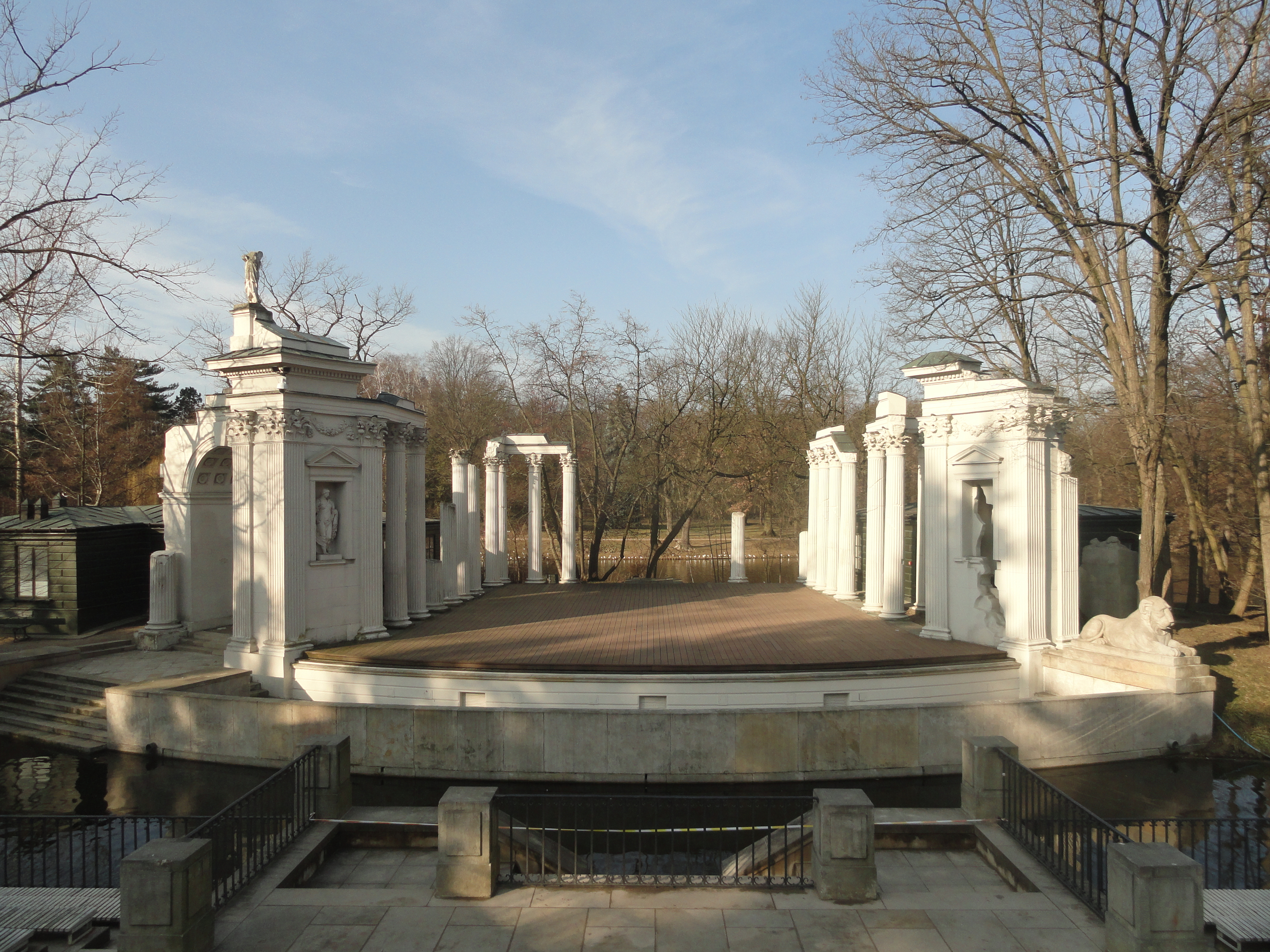
Sân khấu (2019)
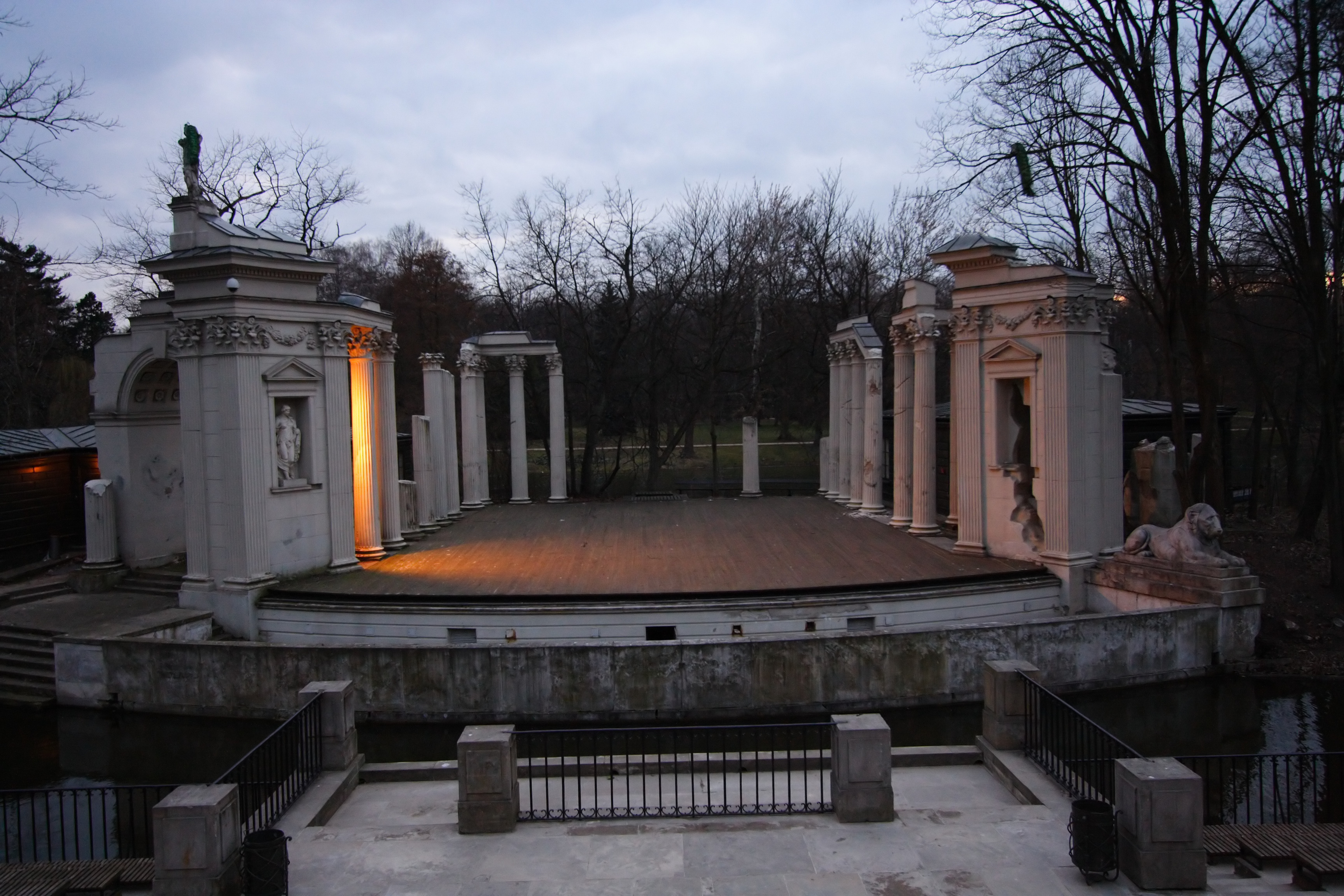
Sân khấu vào ban đêm (2010)

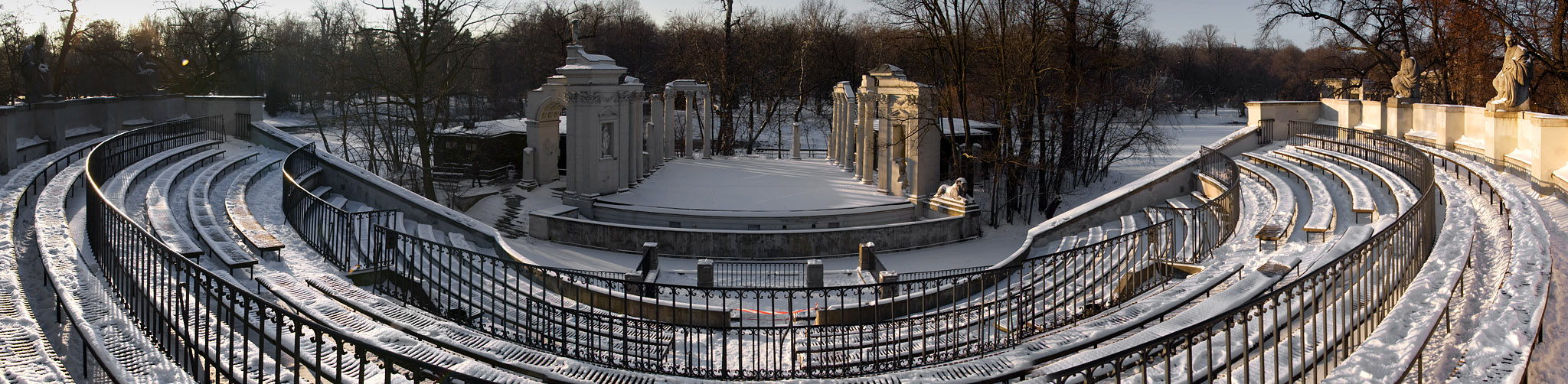
Toàn cảnh của Nhà hát vào mùa đông (2009)